# 寺泊水族博物館
長岡市寺泊水族博物館（ながおかしてらどまりすいぞくはくぶつかん）は、新潟県長岡市寺泊花立にある水族館。長岡市が設置・運営する市立水族館であり、上部組織は長岡市立科学博物館。

## 概要

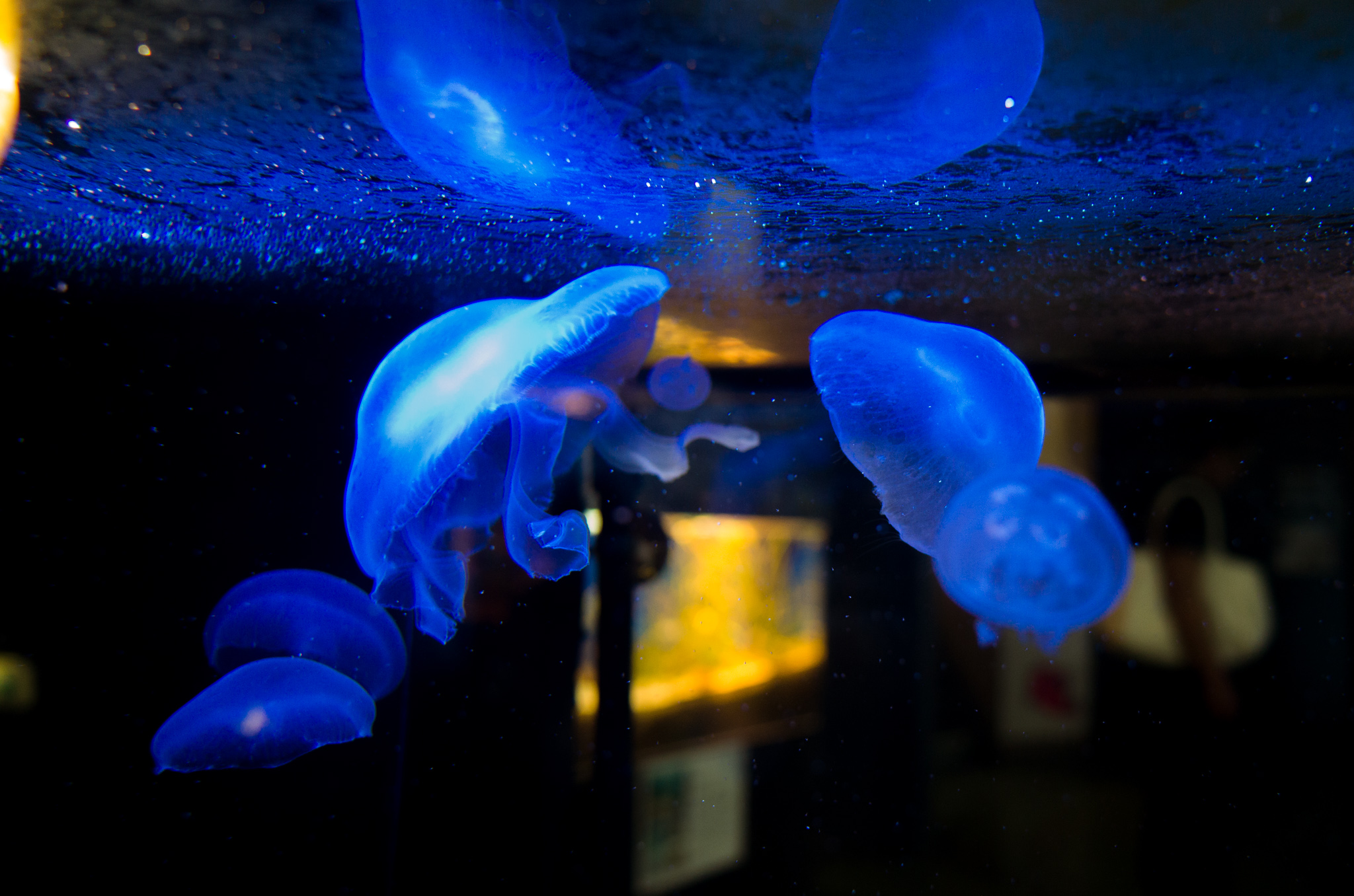

1983年7月に開館。海上に突き出た場所に立地するのが特徴的である。
各種水槽展示のほか、ダイバーによる餌付けショーやテッポウウオの餌取り射撃ショー、マゼランペンギンの餌づけ、ヒトデやナマコに触れられるタッチングプールなど様々な体験ができる。
シナイモツゴなど市内に生息する淡水魚の展示や保護啓発にも力が入れられている。

## 沿革
寺泊水族博物館は1983年に建てられたものであるが、旧三島郡寺泊町にはそれ以前から水族館があった。
初代の水族館は「寺泊水族館」で1931年（昭和6年）に上越線全通記念博覧会（同年8月1日〜9月30日）の第二会場として寺泊実業協会により開設された。初代の水族館は博覧会後も続けられ常設となったが1942年（昭和17年）に閉鎖された。
2代目の水族館は1952年（昭和27年）にオープンし、1983年の新築移転で3代目の水族館に引き継がれた。

## 交通
- JR長岡駅大手口またはJR越後線 寺泊駅から越後交通寺泊・大野積行バス乗車、「寺泊水族館前」下車すぐ。

## 周辺
- 寺泊魚の市場通り
- 寺泊温泉郷（寺泊海岸温泉、寺泊温泉、寺泊岬温泉）
- 寺泊中央海水浴場、金山海水浴場